# Деспуг-и-Дамето, Антонио
Антонио Деспуг-и-Дамето (итал. Antonio Despuig y Dameto; 30 марта 1745, Пальма-де-Майорка, Королевство Испания — 2 мая 1813, Лукка, Великое герцогство Тосканское) — испанский куриальный кардинал. Епископ Ориуэла с 26 сентября 1791 по 1 июня 1795. Архиепископ Валенсии с 1 июня 1795 по 18 декабря 1795. Архиепископ Севильи с 18 декабря 1795 по 30 января 1799. Латинский патриарх Антиохии с 13 января 1799 по 11 июля 1803. Архипресвитер патриаршей Либерийской базилики с 28 декабря 1803 по 2 мая 1813. Про-генеральный викарий Рима с 6 марта 1808 по 2 мая 1813. Камерленго Священной Коллегии кардиналов с 13 мая 1809 по 2 мая 1813. Кардинал-священник с 11 июля 1803, с титулом церкви Сан-Каллисто с 27 сентября 1803 по 2 мая 1813.